# Chiesa di Santa Maria della Croce (Ferrandina)
La chiesa madre di Santa Maria della Croce è un luogo di culto cattolico che sorge in piazza Plebiscito, nel centro storico di Ferrandina (provincia di Matera).

## Storia e descrizione
Fu costruita a partire dal 1490 ed il suo interno è stato trasformato alla fine del XVIII secolo.
La chiesa, che presenta una facciata a salienti con tre portali cinquecenteschi e tre cupole bizantineggianti, conserva all'interno una statua lignea della Madonna con Bambino del 1530 e due statue dorate raffiguranti Federico d'Aragona e sua moglie, la regina Isabella del Balzo, opera dello scultore Altobello Persio di Montescaglioso.
Sopra la porta della sagrestia vi si trova la scultura lignea a forma di aquila bicipite contenente le reliquie della Santa Croce.

## Organo a canne
Fu costruito negli anni '70 dalla ditta padovana Fratelli Ruffatti. Esso è situato nell'abside ed ha facciata ceciliana di Principale 8', priva di cassa armonica. È composto da 21 registri totali, suddivisi tra le due tastiere e pedaliera.